# Dysphania deflavata
Dysphania deflavata là một loài bướm đêm trong họ Geometridae.